# Ballerina Girl
Ballerina Girl è un singolo del cantante statunitense Lionel Richie, pubblicato nel 1986 ed estratto dall album Dancing on the Ceiling.

## Tracce
- 7"

1. Ballerina Girl - 3:36
2. Deep River Woman - 4:35

## Classifiche
| Classifica (1986) | Posizione massima |
| ----------------- | ----------------- |
| Regno Unito       | 17                |
| Stati Uniti       | 7                 |